# Lingua chittagong
La lingua chittagong (চাটগাঁইয়া, traslitterato: caṭgãia o চিটাইঙ্গা, traslitterato: ciṭainga) – detta anche chittagonian o chittagoniana – è una lingua indoaria parlata in alcune aree della Divisione di Chittagong, in Bangladesh.
Le persone che la parlano si identificano con la cultura e la lingua bengali, anche se questi due idiomi non sono mutuamente intelligibili. Il chittagong è invece mutuamente intelligibile con la lingua rohingya e, in misura minore, con la lingua noakhailla; nel 2022 è stato stimato lo parlino 13 milioni di persone, dato in linea con una precedente stima risalente al 2009.

## Classificazione
Il chittagong appartiene al sottoramo bengalese-assamese del gruppo orientale delle lingue indoarie, parte della più ampia famiglia linguistica indoeuropea. Originato dal protoindoeuropeo, deriva dall'indoario attraverso il medio indoario orientale. Ad inizio XX secolo venne considerato, assieme alle lingue noakhailla e rohingya, un unico gruppo denominato "bengalese sudorientale". Successivamente fu invece classificato come parte del gruppo bengalese orientale delle lingue Magadhi Prakrit, in seguito all'osservazione che i vari dialetti bengalesi erano indipendenti tra loro e non derivavano dal Sādhu Bhāṣā, forma letteraria del bengalese. Come gli altri dialetti del gruppo orientale, il chittagong ha proprietà fonetiche e morfologiche indipendenti dal bengali e dai suoi dialetti occidentali.

## Fonologia
La nasalizzazione si verifica per sette vocali /ĩ ẽ æ̃ ã ɔ̃ õ ũ/; [ɛ] si pronuncia come un allofono di /æ/.
|              | Anteriori | Centrali | Posteriori |
| ------------ | --------- | -------- | ---------- |
| Chiuse       | i         |          | u          |
| Semichiuse   | e         |          | o          |
| Quasi aperte | (ɛ)       |          | ɔ          |
| Aperte       | æ         | a        |            |

Gli approssimanti [w j] si pronunciano solo come allofoni delle vocali /i u/, /ts/ può avere un allofono post-alveolare di [tʃ], /ʃ/ può avere un allofono di [ç] e /f/ può avere un allofono bilabiale di [ɸ].
|                       |                       | Labiali | Dentali/ Alveolari | Retroflesse | Palatoalveolari | Velari | Glottidali |
| --------------------- | --------------------- | ------- | ------------------ | ----------- | --------------- | ------ | ---------- |
| Occlusive             | sorde                 | p       | t̪                  | ʈ           |                 | k      |            |
| Occlusive             | aspirate              | pʰ      | t̪ʰ                 | ʈʰ          |                 | kʰ     |            |
| Occlusive             | sonore                | b       | d̪                  | ɖ           |                 | ɡ      |            |
| Occlusive             | aspirate              | bʱ      | d̪ʱ                 | ɖʱ          |                 | ɡʱ     |            |
| Affricate             | sorde                 |         | ts                 |             | tɕ              |        |            |
| Affricate             | aspirate              |         |                    |             | tɕʰ             |        |            |
| Affricate             | sonore                |         |                    |             | dʑ              |        |            |
| Affricate             | aspirate              |         |                    |             | dʑʱ             |        |            |
| Fricative             | sorde                 | f~ɸ     | s                  |             | ʃ               | x      | h          |
| Fricative             | sonore                |         | z                  |             |                 | ɣ      |            |
| Nasali                | Nasali                | m       | n                  |             |                 | ŋ      |            |
| Vibranti/Monovibranti | Vibranti/Monovibranti |         | ɾ~r                | ɽ           |                 |        |            |
| Approssimanti         | laterali              |         | l                  |             |                 |        |            |
| Approssimanti         | approssimanti         | ( w )   |                    |             | ( j )           |        |            |

## Sistema di scrittura
Il chittagong utilizza l'alfabeto bengalese (in bengali বাংলা বর্ণমালা, traslitterato: bangla lipi) ed anche quello latino. La lingua è tra quelle presenti sulla tastiera virtuale Gboard per Android.